# Orpheus (Liszt)
Franz Liszt compose il poema sinfonico Orpheus nel 1853-54, ed esso porta il n. 4 del ciclo di dodici poemi sinfonici composti nel cosiddetto periodo di Weimar. La sua prima esecuzione avvenne il 16 febbraio 1854, sotto la direzione dello stesso compositore, come anteprima alla prima esecuzione a Weimar dell'opera Orfeo ed Euridice di Christoph Willibald Gluck. La rappresentazione avvenne per festeggiare il compleanno della granduchessa Marija Pavlovna di Russia, che era una musicista dilettante e strenua sostenitrice di Liszt a Weimar.

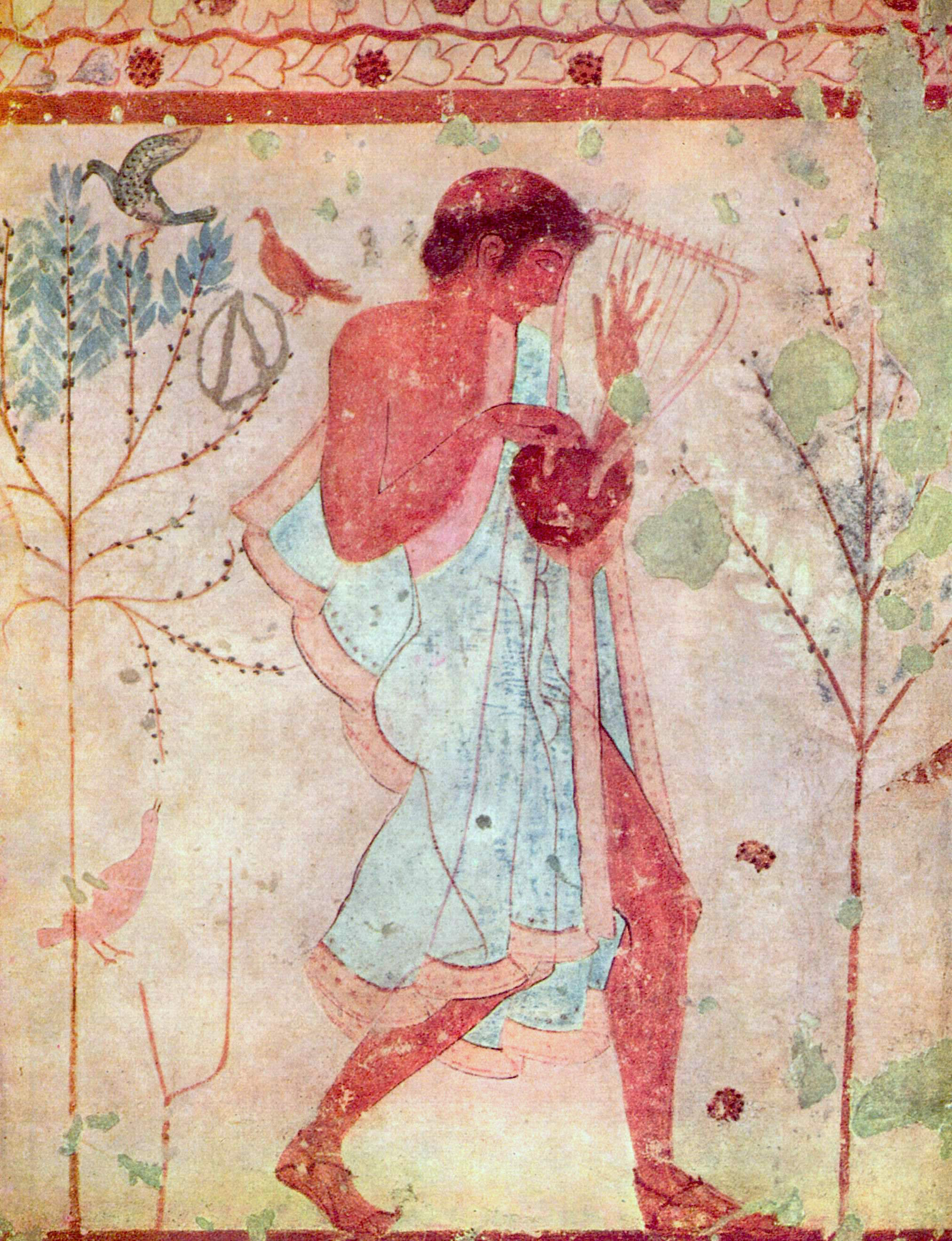
Musicista etrusco, Tomba del Triclinio, Tarquinia

## Descrizione
Orpheus è uno dei quattro poemi sinfonici di Liszt composti su uomini del passato dal genio creativo, eroici o leggendari. (Gli altri tre poemi sono Tasso. Lamento e trionfo, Prometheus e Mazeppa). Nella prefazione Liszt descrive un vaso etrusco riproducente Orpheus, ed esalta l'azione di civilizzazione sull'umanità. Questo riferimento per l'effetto nobilitante di Orfeo e della sua arte può essere derivato dall'Orfeo descritto dal filosofo di Lione Pierre-Simon Ballanche in Orphée nel 1829. Con l'introduzione di leggi civilizzatrici, l'Orfeo di questo lavoro in nove volumi conduce l'umanità nell'era moderna; questo è stato inteso da Ballanche come l'enunciazione di una nuova filosofia per tutta l'Europa. Liszt era un conoscente e sostenitore di Ballanche, e l'entusiasmo di Liszt fu condiviso dai membri dei salotti francesi durante gli anni 1830, in particolare da George Sand.

## Strumentazione
Particolarmente degna di nota è la strumentazione dell'Orpheus, che comprende due arpe; esse stanno a rappresentare la lira di Orfeo in un'apertura di 14 battute che concentra immediatamente l'attenzione dell'ascoltatore su questo strumento. Arpista Jeanne Pohl, uno degli strumentisti virtuosi portati a Weimar da Liszt per incrementare l'orchestra di corte, ispirò al compositore alcuni effetti particolarmente difficili.

### Organico
Ottavino, due flauti, due oboi, corno inglese, due clarinetti, due fagotti, quattro corni, due trombe, tre tromboni, basso tuba, timpani, due arpe, archi

## Struttura
Orpheus non è un pezzo molto lungo e prende la struttura di un crescendo seguito da un calmo finale che torna poi sulla struttura iniziale della composizione. Diversamente da altri poemi sinfonici di Liszt, la musica rimane molto contemplativa. Per questa ragione, esso divenne il pezzo favorito del genero di Liszt, il compositore Richard Wagner.
Formalmente, Orpheus è una forma sonata modificata con una chiave secondaria che contiene due temi. Il secondo tema meno energico del primo, rimane uno statico leitmotiv oscillante fra maggiore e minore. Tuttavia, esso contiene una qualità particolarmente toccante. Questo tema è presentato da vari strumenti solisti con l'accompagnamento dell'arpa. L'orchestrazione, insieme allo stile, propone una interpretazione di questo tema come la voce di Orfeo.
L'etereo cromatismo ascendente nelle battute finali attenua l'eventuale chiusura attesa da un'armonia  più convenzionale. Combinato con il tema di chiusura del secondo gruppo, questo fa concludere il lavoro come una visione enigmatica che ricorda gli ultimi momenti della storia di Ballanche. Lì, il narratore della storia, Tamiri, testimonia la scomparsa di Orfeo tra le nuvole, lasciando agli uomini il compito di sviluppare i suoi insegnamenti di civiltà.